# Louis Henri Maillard

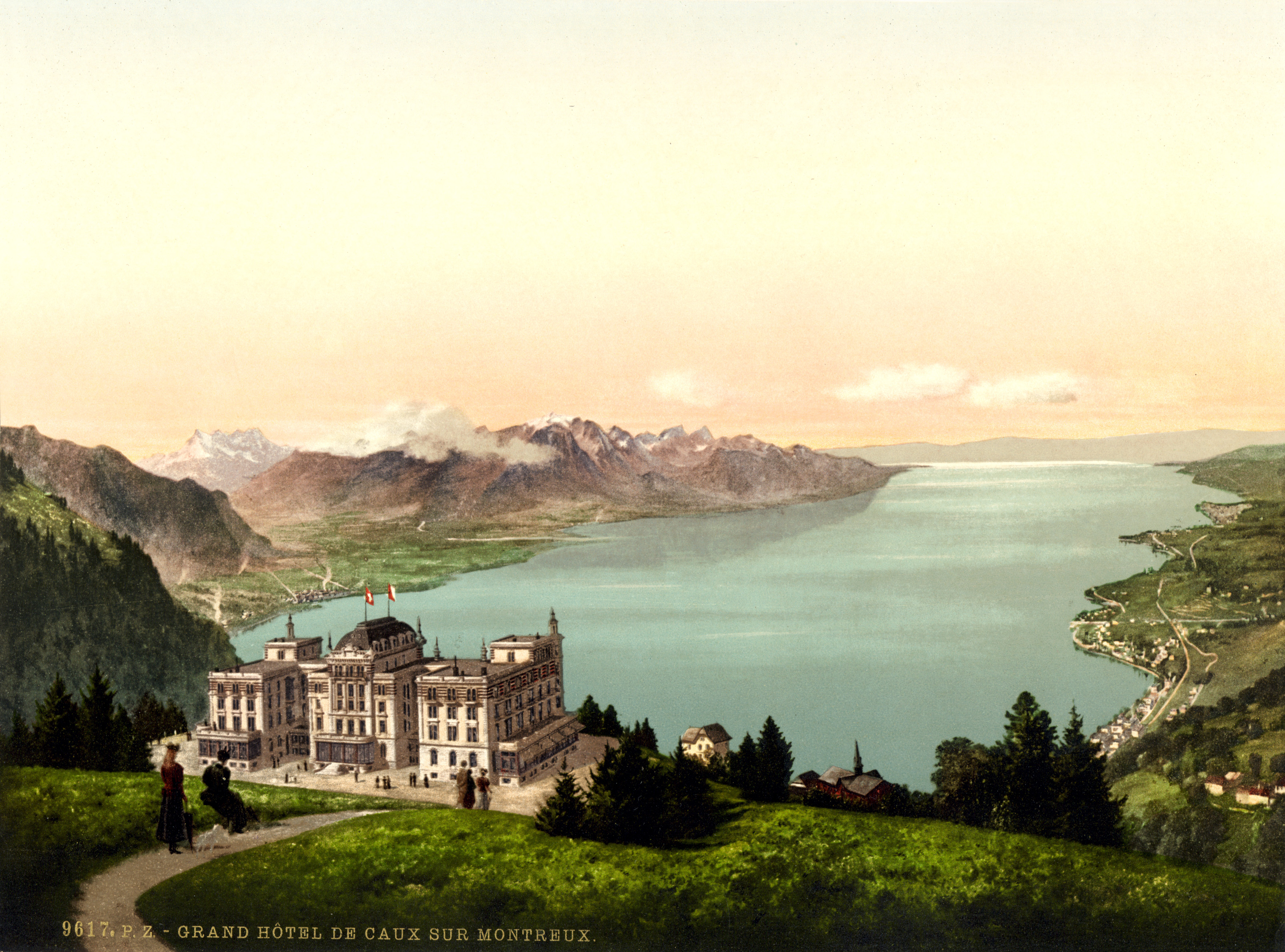
Grand-Hôtel, Caux 1893

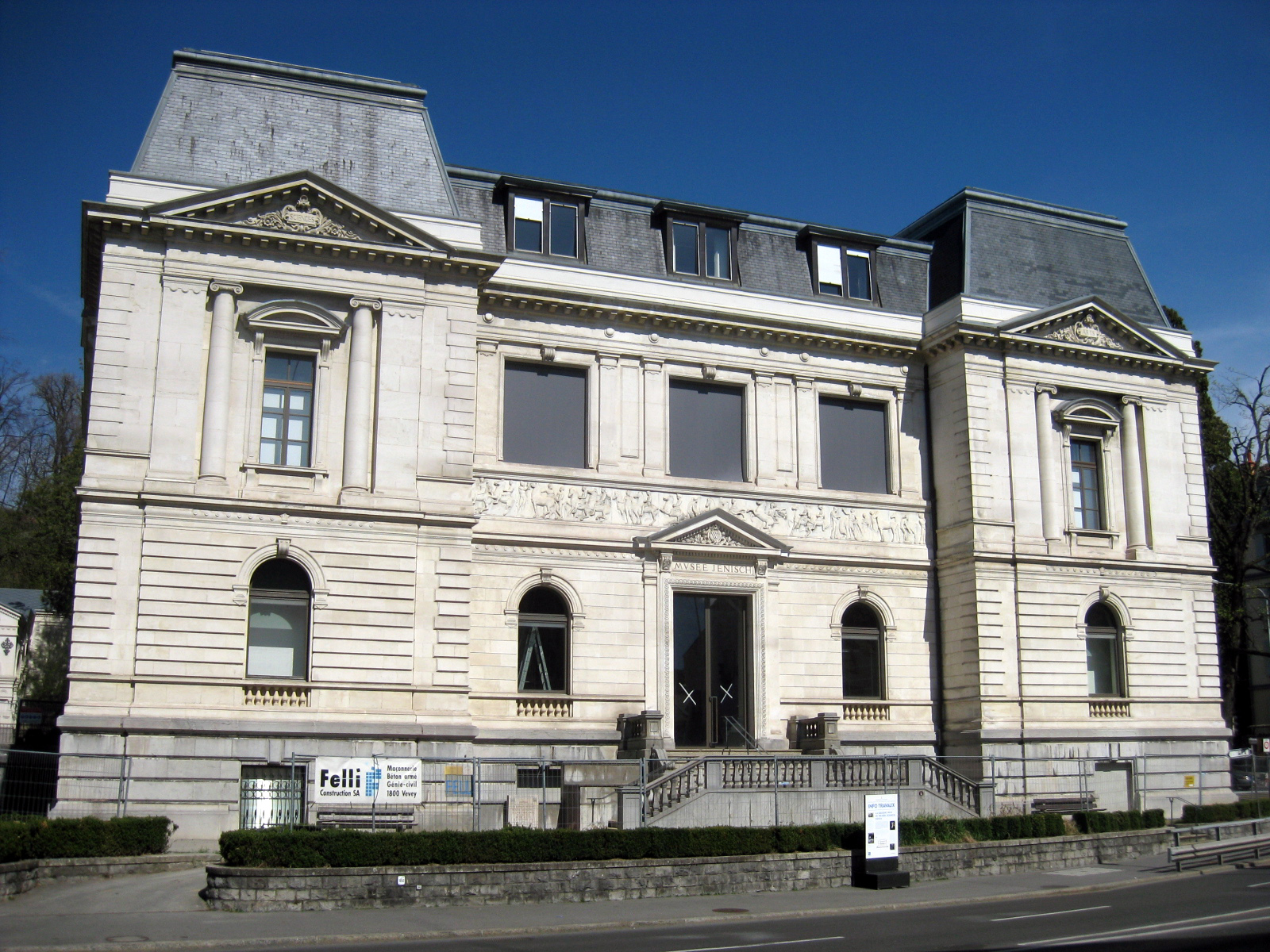
Musée des Beaux-Arts Jenisch, Vevey 1889–1897

Louis Henri Maillard (* 20. Februar 1838 in Vevey; † 6. April 1923 ebenda) war ein Schweizer Architekt. 

## Leben und Wirken
Maillard studierte am Polytechnikum Karlsruhe und anschliessend an der École des Beaux-Arts in Paris Architektur. Um 1865 gründete er in Vevey ein Atelier, in dem er auch mit Robert Convert zusammenarbeitete. Er profitierte damals vom allgemeinen Aufschwung Montreux und der Gründung vieler Luftkurorte im Waadtland, sein umfangreiches Werk besteht vor allem aus Hotel- und Wohnbauten.

## Werke (Auswahl)
- Hôtel Roth, Clarens VD, 1874.
- Villen-Ensemble Dubochet, Clarens, 1874–1879, mit Émile Hochereau.
- Maison Nicollier, Vevey, 1875.
- Grand-Hôtel, Territet, 1888.
- Musée des Beaux-Arts Jenisch, Vevey, 1889–1897, mit Robert Convert.
- Grand-Hôtel, Caux VD, 1893.
- Hôtel du Righi vaudois, Umbau, Glion, 1896.
- Collège, Montreux, 1897.
- Hotel Bellevue, Ausbau, Siders, ca. 1900
- Grand-Hôtel, Chandolin, ca. 1900.
- Hôtel Bella Tolla, Saint-Luc VS, ca. 1900.
- Kursaal, Umbau, Montreux, 1897.
- Hospice du Samaritain, Anbau, Montreux, ca. 1900.
- Hôtel des trois Couronnes, Umbau, Montreux, 1904.

## Belege
1. ↑  Louis Henri Maillard. Nekrolog. In: Bulletin technique de la Suisse romande, Bd. 49 (1923) Nr. 19, S. 206. doi:10.5169/seals-38243

| Personendaten    | Personendaten         |
| ---------------- | --------------------- |
| NAME             | Maillard, Louis Henri |
| KURZBESCHREIBUNG | Schweizer Architekt   |
| GEBURTSDATUM     | 20. Februar 1838      |
| GEBURTSORT       | Vevey                 |
| STERBEDATUM      | 6. April 1923         |
| STERBEORT        | Vevey                 |